# Lepidophorellinae
Lepidophorellinae zijn een onderfamilie van springstaarten uit de familie Tomoceridae. De onderfamilie telt 18 beschreven soorten.

## Geslachten
- Antennacyrtus Salmon, 1941[3]
  - Antennacyrtus insolitus Salmon, 1941[3]
- Lasofinius Ireson & Greenslade P, 1990
  - Lasofinius gemini Ireson & Greenslade P, 1990
  - Lasofinius willi Ireson & Greenslade P, 1990, t.t.
- Lepidophorella Schäffer, 1897
  - Lepidophorella australis Carpenter, GH, 1925[4]
  - Lepidophorella brachycephala (Moniez, 1894) Denis, 1923
  - Lepidophorella communis Salmon, 1937[5]
  - Lepidophorella flavescens (Nicolet, H, 1847)[6] Schäffer, 1897
  - Lepidophorella fusca Salmon, 1941[3]
  - Lepidophorella nigra Salmon, 1943[7]
  - Lepidophorella rubicunda Salmon, 1941[3]
  - Lepidophorella spadica Salmon, 1944[8]
  - Lepidophorella tiegsi (Womersley, H, 1942)[9]
  - Lepidophorella unadentata Salmon, 1941[3]
- Neophorella Womersley, 1934
  - Neophorella dubia Womersley, 1934, t.t.
- Novacerus Salmon, 1942
  - Novacerus insolitatus (Salmon, 1941) Salmon, 1942
  - Novacerus spinosus (Salmon, JT, 1941) Salmon, JT, 1942
  - Novacerus tasmanicus (Womersley, H, 1937) Yosii, 1967
- Pseudolepidophorella Salmon, 1941[3]
  - Pseudolepidophorella longiterga (Salmon, 1937)[5] Salmon, 1941[3]